# Jolanta Bryła
Jolanta Bryła – polska prof. nadzw. dr hab., profesor Uniwersytetu im. Adama Mickiewicza na Wydziale Nauk Politycznych i Dziennikarstwa, w Zakładzie Stosunków Międzynarodowych.

## Życiorys
Absolwentka Instytutu Nauk Politycznych i Dziennikarstwa na Wydziale Nauk Społecznych UAM w Poznaniu oraz Podyplomowego Studium Wiedzy o Ameryce Północnej w Centrum Studiów nad Pokojem i Współpracą Międzynarodową UAM. Wykładała międzynarodowe stosunki polityczne oraz negocjacje międzynarodowe.
Zainteresowania badawcze obejmują stosunki międzynarodowe, w szczególności mechanizmy globalnego zarządzania, różne aspekty relacji między państwami o niejednakowych potencjałach oraz zmiany w dystrybucji potęgi w systemie międzynarodowym.

## Wybrane publikacje
W dorobku publikacyjnym J. Bryły znajdują się m.in.:
- Strefy wpływów w stosunkach międzynarodowych. Aspekty teoretyczne i praktyczne na przykładzie supermocarstw.
- Rozwój i znaczenie reżimów międzynarodowych na przykładzie reżimu nieproliferacji broni jądrowej.
- Negocjacje międzynarodowe
- Stany Zjednoczone wobec wojny domowej w Salwadorze w latach 1981–1989.
- Uwarunkowania i implikacje amerykańskiej interwencji zbrojnej w Panamie w grudniu 1989 roku.